# Dachverband der Studierenden der Musikwissenschaften
Der Dachverband der Studierenden der Musikwissenschaften e.V. (DVSM) ist ein Verein  für Studierende und Promovierende der Musikwissenschaft sowie ihr verwandten Fächer (z. B. Musiktheorie, Musikjournalismus, Musikpädagogik, Kulturmanagement etc.) in Deutschland, Österreich und der Schweiz. Der Verband vertritt die Interessen der Studierenden und fördert die Vernetzung untereinander sowie die Kommunikation mit musikwissenschaftlichen Gesellschaften, Verbänden, Universitäten und Hochschulen.
Ein  Teil der Verbandsarbeit ist die regelmäßige Veröffentlichung der musikwissenschaftliche Fachzeitschrift StiMMe und des Podcasts RUBATO. Im jährlichen Turnus werden zudem Nachwuchssymposien ausgetragen. Neben regelmäßigen Treffen in selbst organisierten Forschungs- und Arbeitsgruppen (AG Netzwerk Musikwissenschaft und Familie oder VideospielMusikWissenschaft) finden verschiedene Veranstaltungen statt (beispielsweise DVSM lädt ein ... oder Speedating Musikwissenschaft). Zum DVSM gehört auch die Bundesfachschaft Musikwissenschaften, der Zusammenschluss aller Fachschaften und Studierendenvertretungen in Deutschland, Österreich und der Schweiz.

## Geschichte
Der Verein wurde am 8. Oktober 1994 als eingetragener,  Verein mit Sitz in Köln gegründet. Er löste die Vorgängerinstitution, den am 13. Juli 1991 gegründeten Dachverband der Studierenden der Musikwissenschaft in der Bundesrepublik Deutschland (GbR) ab. Im Jahr 1996 wurde die Vereinszeitschrift Querstand. Musik und Wissenschaft ins Leben gerufen, die bis 2010 regelmäßig online und in gedruckter Form erschien. Am 11. Oktober 2008 erfolgte die Verlegung des Sitzes des DVSM nach Oldenburg und 2015 nach Leipzig. Seit 2022 erscheint das studentische Musikwissenschaftsmagazin StiMMe und 2023 der Podcast RUBATO. Seit 2024 ist Jan Hemming Ehrenmitglied des Vereins.

## Schriften
- Tobias Richtsteig, Uwe Hager, Nina Polaschegg (Hrsg.): Diskurse zur gegenwärtigen Musikkultur. 13 Beiträge vom 9. Internationalen Studentischen Symposium für Musikwissenschaft in Giessen 1994 (= Forum Musik-Wissenschaft. Band 3). ConBrio, Regensburg 1996, ISBN 978-3-930079-75-9 (149 S.).
- Antje Erben, Clemens Gresser, Arne Stollberg (Hrsg.): Grenzgänge – Übergänge. Musikwissenschaft im Dialog. Bericht über das 13. internationale Symposium des Dachverbandes der Studierenden der Musikwissenschaft e.V. in Frankfurt am Main (15. – 18. Oktober 1998). von Bockel, Hamburg 2000, ISBN 978-3-932696-39-8 (274 S.).
- Till Knipper, Martin Kranz, Thomas Kühnrich, Carsten Neubauer (Hrsg.): Form follows function. Zwischen Musik, Form und Funktion. Beiträge zum 18. internationalen studentischen Symposium des DVSM (Dachverband der Studierenden der Musikwissenschaft) in Hamburg 2003. von Bockel, Hamburg 2005, ISBN 978-3-932696-59-6 (390 S.).
- Annemarie Firme, Ramona Hocker (Hrsg.): Von Schlachthymnen und Protestsongs. Zur Kulturgeschichte des Verhältnisses von Musik und Krieg. [Dieser Band enthält die Beiträge der Referentinnen und Referenten des 20. Internationalen Studentischen DVSM-Symposiums "Musik und Krieg", das vom 28.9. – 1.10.2005 am Musikwissenschaftlichen Institut der Universität Tübingen stattfand] (= Populärmusikforschung). transript, Bielefeld 2006, ISBN 978-3-89942-561-1 (301 S.).
- Katharina Wisotzki, Sara R. Falke (Hrsg.): Böse Macht Musik. Zur Ästhetik des Bösen in der Musik. 22. Internationales studentisches Symposium des DSVSM, 9.–12. Oktober 2012 in Oldenburg (= Kultur- und Medientheorie). transcript, Bielefeld 2012, ISBN 978-3-8376-1358-2 (226 S.).
- Marleen Hoffmann, Joachim Iffland, Sarah Schauberger (Hrsg.): Musik 2.0. Die Rolle der Medien in der musikalischen Rezeption in Geschichte und Gegenwart. Beiträge zum 24. internationalen studentischen Symposium des DVSM in Detmold 2011 (= Beiträge zur Kulturgeschichte der Musik. Band 4). Allitera, München 2012, ISBN 978-3-86906-307-2 (184 S.).
- Malik Sharif, Christina Lessiak, Susanne Tackl, Tobias Neuhold (Hrsg.): Umfang, Methoden und Ziele der Musikwissenschaften. Ausgewählte Beiträge vom 25. Internationalen Symposium des Dachverbands der Studierenden der Musikwissenschaft, Graz 2012 (= Musikwissenschaft. Band 18). Lit, Wien 2013, ISBN 978-3-643-50475-3 (233 S.).
- Camille Hongler, Christoph Haffter, Silvan Moosmüller (Hrsg.): Geräusch – das Andere der Musik. Untersuchungen an den Grenzen des Musikalischen. Im Rahmen des DVSM-Symposiums 2014 in Basel (= Musik und Klangkultur). transcript, Bielefeld 2015, ISBN 978-3-8376-2868-5 (195 S.).
- StiMMe. Studentisches Musikwissenschaftsmagazin. Nr. 1–. Musiconn.publish, 2023, ISSN 2941-3621 (ur.de [PDF]).
- Flavia Hennig, Elizaveta Willert (Hrsg.): Musikwissenschaftliche und musikalische "Schulen". Strukturen, Analyse, Dynamiken. 33. Internationales Online-DVSM Nachwuchssymposium. musiconn.publish, Dresden 2024, doi:10.25366/2024.92 (96 S.).